# Videojournalistiek
Videojournalistiek is een vorm van televisiejournalistiek waarbij de journalist zowel de inhoud als de video-opnames verzorgt, zonder assistentie van een cameraman of -vrouw en geluidstechnicus.
Een voorloper van videojournalistiek in Amerika dateert van de jaren zestig, waar verslaggevers hun eigen artikelen moesten schrijven en opnemen. Michael Rosenblum vergelijkt de invoering van videocamera's met de uitvinding van draagbare fotocamera's in de jaren dertig: zoals filmrolletjes de fotografie onafhankelijk maakten van zware fotoplaten en driepotige statieven, zo bevrijdt de digitale videotechnologie de televisie van zware camera's, belichting en studio's. Videojournalistiek maakt het mogelijk een evenement te documenteren nog terwijl het zich voltrekt.
In Vlaanderen zijn de regionale televisiezenders TV Limburg, ATV en Kanaal 3, die allen in handen van de mediagroep Concentra zijn, sinds september 2002 gestart met videojournalistiek. Concentra, dat de Europese pionier van de videojournalistiek is, reikt elk jaar de Concentra Award uit voor de Europese videojournalist met de meest spraakmakende reportage. De juryvoorzitter is Michael Rosenblum.
Het Rosenblum Institute, de school voor videojournalistiek, is gevestigd in Brussel.